# Rheticus-Gesellschaft
Die Rheticus-Gesellschaft ist ein österreichischer Verein zur Pflege, Förderung und Erforschung der Kultur und der Geistes-, Sozial- und Naturwissenschaften insbesondere im Land Vorarlberg unter besonderer Berücksichtigung des Vorarlberger Oberlandes. Sitz der Gesellschaft ist Feldkirch.
Die Gesellschaft wurde 1976 gegründet und nach dem in Feldkirch geborenen Humanisten, Mathematiker, Astronomen und Mediziner Georg Joachim Rheticus benannt. Die Tätigkeit der Gesellschaft ist laut Satzung parteiunabhängig, nicht auf Gewinn gerichtet und soll in aufgeklärter Toleranz, Offenheit und Vielseitigkeit erfolgen.
Die Gesellschaft gibt eine Schriftenreihe heraus, in der bisher 89 Bände erschienen (Stand 2024). Von 1979 bis 1991 erschien vierteljährlich Vorarlberger Oberland. Kulturinformationen und von 1992 bis 2010 die Vierteljahresschriften Rheticus. Von 1992 bis 1997 erschienen außerdem die Jahreshefte Kummenberg, die von den Gemeinden Altach, Götzis, Mäder und Koblach finanziert wurden.
Der Vorstand des Vereins besteht aus elf Mitgliedern, Geschäftsführer ist seit 1976 der Historiker Gerhard Wanner.